# Gaston Poulet
Gaston Poulet   (16è districte de París, 10 d'abril de 1892 - Draveil, 14 d'abril de 1974) va ser violinista i director d'orquestra francès. Va tenir un paper important en la difusió de la música contemporània de la primera meitat del segle xx. El seu fill Gérard Poulet, nascut el 1938, també és violinista.

## Vida i carrera
Nascut a París, Poulet va ingressar al Conservatori de París el 1904, estudiant amb Lefort i Jean Huré i guanyant un primer premi el 1910 en violí.
Pierre Monteux es fixà en ell, i Poulet aviat es va reconèixer com un dels violinistes més destacats de la seva generació i va ser assumit com a líder de l'orquestra per a les actuacions dels Ballets Russos. Així, va participar en moltes estrenes de la companyia de Serge Diaghilev.
El 1914 va fundar un quartet de corda homònim amb Henri Giraud (violí), Albert Leguillard (viola) i Louis Ruyssen (violoncel). Va ser cridat al servei durant la Primera Guerra Mundial, però després de la malaltia va ser invalidat, i després va continuar treballant de música de cambra amb els seus socis. El seu repertori s'estenia a obres contemporànies com el quartet de Claude Debussy. A Poulet se li va oferir la creació de la sonata per a violí de Debussy, el 5 de maig de 1917 a la sala Gaveau de París, acompanyat del compositor. Aquest concert, acompanyat del Foyer du soldat aveugle, Poulet també va tocar la Symphonie espagnole d'Édouard Lalo.
A partir de la dècada de 1920, Poulet va reduir lentament la seva actuació en favor de la direcció. El 1926 va dirigir la primera actuació a la salle Pleyel dels Concerts Poulet (posteriorment fusionada amb els Concerts Robert Siohan). Aquesta sèrie orquestral va comptar especialment amb música de joves compositors i va incloure estrenes d'obres de Serguei Prokófiev, Florent Schmitt, Albert Roussel, André Caplet i membre del grup des Six. Els concerts setmanals es van celebrar al teatre Sarah Bernhardt fins al 1932.
El 1932, Poulet es va convertir en director del Conservatori de Bordeus i hi va fundar una sèrie de concerts titulada "Association des Professeurs du Conservatoire", el 1943 convertint-se en l'Orchestre philharmonique de Bordeaux. Poulet també apareix fora de França durant aquests anys, a Ginebra i Buenos Aires. Durant els anys de la guerra també va dirigir els Concerts Colonne (per a aquest període anomenats Concerts Pierné) al costat de Louis Fourestier i François Ruhlmann.
El 1944 va deixar el Conservatori de Bordeus per convertir-se en professor de música de cambra al Conservatori de París, i va romandre-hi fins al 1962. Va començar el Festival de música de Besançon el 1948, que va atreure l'atenció internacional, complementat a partir de 1951 per un concurs de direcció.

## Discografia
Amb la seva Concerts Poulet Orchestra, va enregistrar amb "French Decca": la Symphony No.4 en A Op.90 "Italiana", de Mendelssohn, la Introducció i processó nupcial de Zolotoi petuixok (El gall d'Or) de Rimski-Kórsakov (1930), l'obertura de Weber a Euryanthe i de Saint-Saëns, Wedding Cake - Caprice Op.76 (amb Janine Weill) (1930–31), fragments de Petrushka de Stravinsy (amb Jean Doyen) i la tercera i quarta cançó de les Songs and Dances of Death de Mussorgsky amb Antoinette Tikanova.
Durant la guerra va enregistrar Iberia i les Variacions simfòniques de Franck (amb Yves Nat) amb els Concerts Pierné.
Amb l'Orquestra Simfònica de Londres, Poulet va enregistrar el Concert per a violí d'Elizalde amb Christian Ferras, de 14 anys (Decca, 1947), les Miniatures orquestrals espanyoles d'Albéniz, Granados, Falla i Turina (MGM, 1953), el Concert per a violí núm. 3 en si menor op.61 de Saint-Saens amb Yehudi Menuhin (HMV, 1953) i obres orquestrals de Ravel i Fauré (MGM, 1953-54).